# كلب الصيد الأفغاني
كلب الصيد الأفغاني، هو نوع من كلاب الصيد، يتميز بفروه السميك والناعم والحريري، وذيله الذي ينتهي بحلقة ملتفة. ينحدر هذا الكلب من جبال أفغانستان الباردة. يصف نادي بيت الكلاب الأمريكي الكلب الأفغاني بأنه من أكثر الكلاب لفتًا للأنظار. يُعتبر الكلب الأفغاني "أرستقراطيًا مهيبًا ذو جمال استثنائي". على الرغم من مظهره الملكي، يتمتع هذا الكلب "بلمسة من الطرافة وولاء عميق".
كان الكلب الأفغاني موضع إعجاب منذ العصور القديمة بفضل جماله، فروه الفريد يحميه من الظروف المناخية القاسية في الجبال. كما ساعدت وسائد قدميه الكبيرة على امتصاص الصدمات في الأراضي الصخرية.